# Богданка (Лодзинське воєводство)
Богданка (пол. Bogdanka) — село в Польщі, у гміні Бжезіни Бжезінського повіту Лодзинського воєводства.
У 1975—1998 роках село належало до Скерневицького воєводства.